# Dmytro Krivtsov
Dmytro Krivtsov (Pervomaisk, 3 de abril de 1985) es un ciclista ucraniano.

## Trayectoria
Su trayectoria ha ido siempre ligada a la empresa ISD, una empresa metalúrgica ucraniana. ISD ha sido patrocinador de varios equipos ciclistas a los que iba exigiendo la contratación de varios corredores ucranianos. Así pues, es profesional desde 2007, cuando debutó con el equipo ucraniano ISD-Sport-Donetsk, predecesor del ISD-Neri para el que también corrió durante dos campañas. En 2011, con la llegada de ISD al Lampre, recaló en las filas del equipo, en el que permaneció hasta el año 2012. 

## Palmarés
2012
- 2.º en el Campeonato de Ucrania en Ruta

2014
- 3.º en el Campeonato de Ucrania en Ruta

## Equipos
- ISD-Sport-Donetsk (2007-2008)
- ISD-Neri (2009-2010)
- Lampre-ISD (2011-2012)
- ISD Continental Team (2013)
- Kolss Cycling Team (2014)
- ISD Continental Team (2015-2016)